# Stasi
Ministerium für Staatssicherheit (česky: Ministerstvo státní bezpečnosti), známá spíše jako Stasi, byla hlavní tajnou službou a rozvědkou Německé demokratické republiky (tj. východního Německa).
Velitelství Stasi sídlilo ve Východním Berlíně v Normannenstrasse, významné centrum bylo také v Lichtenbergu a mnoho dalších poboček sídlilo v různých částech města. Stasi byla široce uznávána jako jedna z nejefektivnějších výzvědných organizací na světě. Motto Stasi znělo „Schild und Schwert der Partei“ (česky: Štít a meč strany), což ukazovalo na přímé spojení se Sjednocenou socialistickou stranou Německa (SED). V dřívějších letech se organizace označovala také jako Staatssicherheitsdienst (Státní bezpečnostní služba).
Ministerstvo bylo založeno v únoru 1950. V listopadu 1989 přejmenováno na Úřad pro národní bezpečnost a o měsíc později zrušeno. Dlouholetým šéfem Stasi byl Erich Mielke, který byl podobně jako Erich Honecker v říjnu 1989 odstraněn z vedení SED a vyloučen ze strany. V 90. letech byl Mielke za své zločiny souzen, odsouzen byl však za vraždu, jíž se dopustil v roce 1931.
V roce 1992 byl vytvořen úřad zajišťující přístup k dokumentům vedených Stasi, označovaný také jako Gauckův úřad. Podle smlouvy o znovusjednocení Německa je spolupráce se Stasi považována za důvod k výpovědi ze zaměstnání ve veřejných službách.